# Rockefeller Street (canción)
«Rockefeller Street» es una canción de Getter Jaani que representó a Estonia en el Festival de la Canción de Eurovisión 2011 en Düsseldorf.
El compositor de la canción, Sven Lõhmus, había escrito anteriormente dos canciones de Eurovisión en Estonia, las de 2005 y 2009.
Junto con el acto de dos coristas femeninas en el escenario, la cantante y bailarina Marilin Kongo, que también estuvo implicada con "Rändajad", la entrada de Estonia 2009, la cantante y actriz Anna Põldvee, y tres varones street-dancers Paasik Ahto, Eghert-Sören Nõmm y Ahti Kiili.
La canción ganó 44 puntos y terminó en 24 º lugar en la final.

## Lista de canciones
| Digital download - Sencillo |                      |          |  |
| N.º                         | Título               | Duración |  |
| 1.                          | «Rockefeller Street» | 3:13     |  |

| Digital download - Remix |                              |          |  |
| N.º                      | Título                       | Duración |  |
| 1.                       | «Rockefeller Street» (Remix) | 3:58     |  |

## Posicionamiento
| Lista (2011)                                | Mejor posición |
| ------------------------------------------- | -------------- |
| Bélgica (Flandes) (Ultratip Bubbling Under) | 40             |
| Estonia (Top 40)                            | 3              |
| Irlanda (IRMA)                              | 44             |
| Reino Unido (UK Indie Chart)                | 33             |